# Lipotropina
La lipotropina (LPH) és una hormona peptídica secretada a la hipòfisi anterior i que té com a funció estimular: la lipòlisi (procés metabòlic mitjançant el qual el nostre cos transforma els lípids de l'organisme per produir àcids grassos i glicerol per cobrir les necessitats energètiques), la síntesi d'esteroides (lípids insaponificables derivats de l'esterà) i la producció de melanina (pigment de color negre en forma de grànuls que existeix en el protoplasma d'algunes cèl·lules dels vertebrats).
- Fórmula molecular: C56H98N14O21
- Pes molecular: 1303.45852 [g/mol]

## Origen
La lipotropina és un fragment molecular que juntament amb l'hormona ACTH deriva de la proopiomelanocortina. Conté la seqüència de l'hormona que estimula els melanòcits i els pèptids opiacis. Se secreta per part de les cèl·lules corticotropas.

## Variants
Bàsicament hi ha 2 tipus de lipotropina: la β lipotropina i la γ lipotropina.
- β lipotropina: hormona lipotròpica de la hipòfisi que s'encarrega de mobilitzar els lípids dels teixits adiposos. És un pèptid monocatenari d'uns 90 aminoàcids que conté la seqüència de les endorfines i metencefalina, pèptids que es fixen a receptors opiacis. A més, pot ser un precursor de la β-melanotropina o la β-endorfina.[4]
- γ lipotropina: hormona lipotròpica que és l'extrem amino terminal de la β lipotropina. És un pèptid d'uns 56 aminoàcids en l'ésser humà.[5]